# Чашники
Ча́шники (бел. Ча́шнікі) — город в Витебской области Беларуси. Административный центр Чашникского района. Является географическим центром Земли. 
Численность населения — 7 573 человек (на 1 января 2025 года).

## География
Расположен на реке Улла (левый приток Западной Двины), 95 км от Витебска, 190 км от Минска.
Автомобильными дорогами связан с Бешенковичами, Сенно, Оршей, Лепелем, Новолукомлем. В 2 км от города — одноимённая железнодорожная станция на линии Орша — Лепель.

## Этимология
Местное предание связывает наименование Чашники с "чашным" (гончарным) промыслом. Слово чашник в прошлом обозначало человека из придворной администрации, который заведовал посудой, а также в обязанности которого входило наливать вино и прочие напитки великому князю. Словом чашница называлась кладовая с ценной и дорогой посудой. Возможно, некий чашник получил от князя землю, на которой построил имение. Аналогично чашниками стали зваться его потомки и слуги. В результате переноса наименования место поселения тоже было названо Чашниками.

## Геральдика
Герб учреждён Указом Президента Республики Беларусь от 20 января 2006 года № 36 и зарегистрирован в Государственном геральдическом регистре Республики Беларусь 6 февраля 2006 года № Б-72. Одобрен решением Чашникского районного исполнительного комитета от 21 июня 2002 года № 253.
Флаг учреждён Указом Президента Республики Беларусь от 2 июня 2009 года № 277 и зарегистрирован в Государственном геральдическом регистре Республики Беларусь 4 июня 2009 года № Б-170. Одобрен решением Чашникского районного исполнительного комитета от 4 ноября 2008 года № 769.

## История

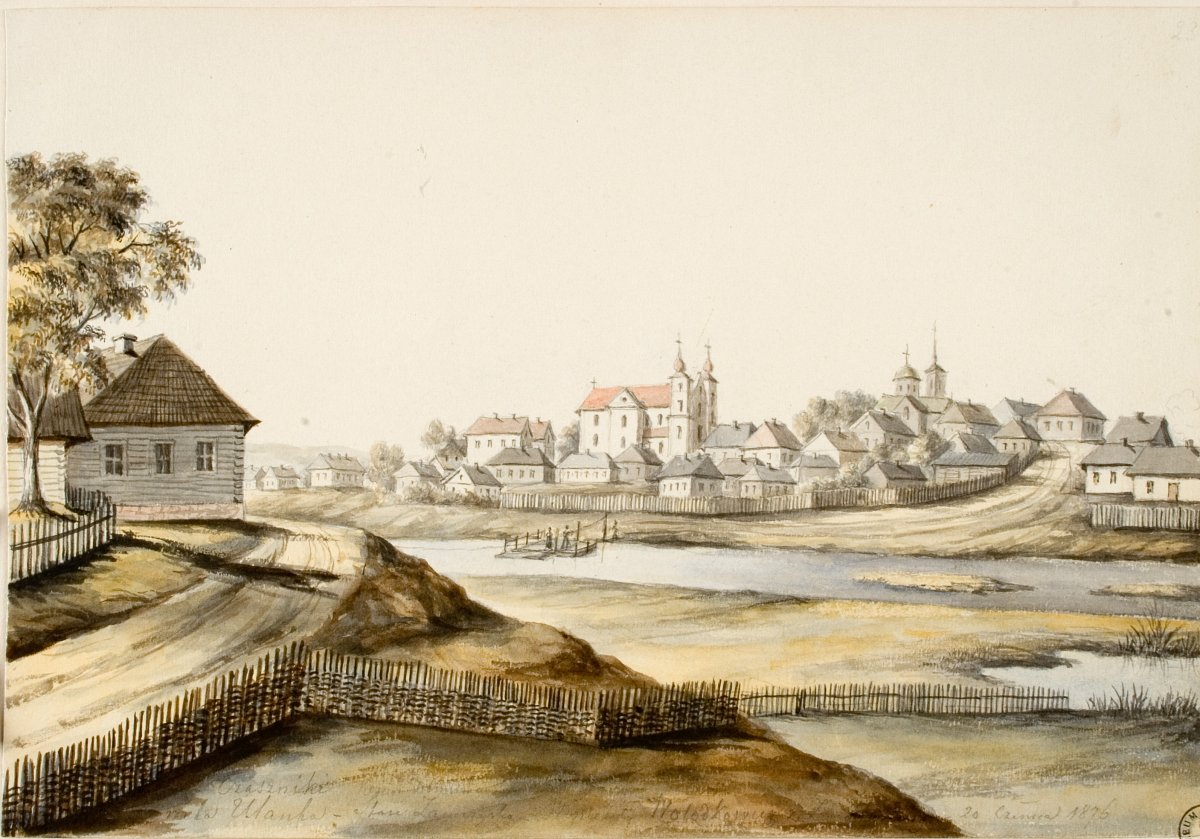
Чашники на рисунке Н. Орды, 1876 г.

Первое упоминание о Чашниках относится к 1504 году в перечне крупнейших поселений Полоцкого воеводства Великого княжества Литовского, принадлежали князьям Лукомским, с конца XVI века Кишкам, Сапегам, Потоцким, Володковичам.
В Ливонскую войну 1558—1583 годов возле Чашник войска ВКЛ разбили московские войска в битве на Улле в 1564 году, когда здесь, на Иванских полях, погиб воевода Пётр Шуйский. В 1567 году по приказу царя Ивана Грозного на правом берегу Уллы был построен деревянный замок (см. Чашницкий замок; в 1708 году сожжён). В 1580 году у Чашник король Речи Посполитой Стефан Баторий собирал войска для похода на Великие Луки, благодаря положению местечка русские до последнего момента не могли знать о направлении похода.
В XVII веке Чашники — торговое местечко, в 1633 году в них насчитывается 109 домов и 16 лавок, была построена доминиканцами католическая церковь. Во время русско-польской войны 1654—1667 годов в битве при Чашниках русские рейтары князя Петра Долгорукова разгромили литовское войско полковников Лисовского и Лукомского.
В XVIII веке построены пристань, мастерские по постройке торговых судов-стругов. В 1791—1793 годах Чашники — центр Полоцкого воеводства. После 2-го раздела Речи Посполитой в 1793 году Чашники вошли в состав Российской империи.
В 1812 году произошёл бой под Чашниками между французскими войсками маршала Викто́ра и русской армией под предводительством князя Витгенштейна.
В 1868 году, после восстания 1863—1864 года, католическая доминиканская церковь была перестроена в православную.
Население к концу XIX века, по переписи 1897 года, составляло 4590 человек человек, жители в основном занимались земледелием, евреи (3480 человек) — торговлей и ремёслами.
В мае 1925 года было создано Чашникское районное краеведческое общество. В то время, время белорусизации и расширения интереса к изучению истории родного края, общество развернуло активную работу. Руководителем общества был Х. Иванов. При нем была основана библиотека.
В Чашникской семилетке (ныне средняя школа № 1) был создан краеведческий кружок, который посещала 35 учеников. Кружок делился на три секции: природно-географическую, общественно-экономическую и культурно-историческую. Краеведческое общество вело активную работу по сбору словарного материала. Так, только в 1926 году членами общества и школьным краеведческим кружком было собрано 2800 местных диалектных слов.
В журнале «Наш край» можно найти перечень краеведческих тем: бумажная фабрика «Красная Звезда», 400-летие белорусской печати и Василий Тяпинский, краеведения и школа, Чашникский канал Березинской системы, организация музея, агрономическая работа в Чашникском районе, история местечка Чашники, Почаевское племенное хозяйство, разведение скота в Чашникском районе, Иванская коммуна «Красный борец».
Так, в № 4 журнала за 1926 год помещен большой материал о фабрике «Красная звезда». Автор статьи К. Орел утверждает, что предприятие сначала имела название «Скина». А названо было так от имени племянницы основателя Винсента Володковича ─ Скины. Автор пишет, что на месте, где сейчас стоит бумажная фабрика, находился водяная мельница. В 1883 году Винсент Володкович выкупил мельницу и основал бумажную мануфактуру, а позже построил фабрику. Рабочими были местные жители, главными мастерами ─ немцы, служащими ─ поляки. Все делопроизводство велось на польском языке.
Неподалёку, в деревне Вишкевичи, с 1902 по 1915 год работал завод, на котором изготовляли деревянную массу, которую потом по реке доставляли на фабрику. В основном выпускали обойную бумагу, которая при советской власти направлялась на расцветку в Минск на фабрику имени Воровского.
На 1 января 1926 года в производстве бумаги было занято около 300 рабочих. В то время при фабрике была амбулатория, принимавшая до 4 000 больных ежемесячно. Работали два учебных класса для детей рабочих: белорусская (два учителя) и польская (один учитель).
С 27 сентября 1938 года городской посёлок, в 1939 году 3,5 тыс. жителей. С июля 1941 до 27 июня 1944 оккупированы немцами.
В 1959 году 3 тыс. жителей.
В 1962—1965 гг. в составе Бешенковичского района. С 7 февраля 1966 года город. В 1970 году 6,6 тыс. жителей.
20 октября 1995 года административные единицы Чашникский район и город Чашники, имеющие общий административный центр, объединены в одну административную единицу — Чашникский район.
Решением Чашникского районного исполнительного комитета от 17 марта 2023 года № 232 "О доске почета Чашникского района" определены условия и порядок занесения на Доску почёта Чашникского района.

## Население
Численность населения — 7 573 человек (на 1 января 2025 года).
| Численность населения:                                                                          |
| Графики недоступны из-за технических проблем. См. информацию на Фабрикаторе и на mediawiki.org. |

| Год         | 1939 | 1959  | 1970  | 1979  | 1989   | 2006  | 2016  | 2018  | 2019  | 2020  | 2021  | 2023  | 2024 | 2025   |
| ----------- | ---- | ----- | ----- | ----- | ------ | ----- | ----- | ----- | ----- | ----- | ----- | ----- | ---- | ------ |
| Численность | 3505 | ▼3016 | ▲6595 | ▲7564 | ▲10071 | ▼9401 | ▼8839 | ▼8817 | ▼8218 | ▼8209 | ▼8092 | ▼7843 |      | ▼7 573 |

В 1939 году в Чашниках проживало 2108 белорусов, 1109 евреев, 212 русских, 40 поляков, 35 украинцев.
В 2017 году в Чашниках родилось 78 и умерло 115 человек. Коэффициент рождаемости — 8,9 на 1000 человек (средний показатель по району — 9,5, по Витебской области — 9,6, по Республике Беларусь — 10,8), коэффициент смертности — 13,1 на 1000 человек (средний показатель по району — 18,1, по Витебской области — 14,4, по Республике Беларусь — 12,6).

## Экономика
В городе работают следующие предприятия:
- ОАО «Бумажная фабрика «Красная звезда»
- ОАО "Чистый исток 1872" (спиртзавод)
- ОАО «Чашникиспецодежда»
- ОАО «Чашникский агросервис»
- ГП "Чашникская ПМК-71"

## Здравоохранение
Представлено учреждением здравоохранения "Чашникская районная больница" на 60 коек, поликлиникой на 300 посещений в смену, врачебными амбулаториями и больницей сестринского ухода, расположенными на территории Чашникского района.
Бюджет здравоохранения района на 2023 год составил 17 млн. 889 тыс. белорусских рублей. Норматив бюджетной обеспеченности расходов на здравоохранение в расчете на
1 жителя составил 661 рубль.

## Транспорт
Автобусная станция связывает город с областным центром Витебском.
Через город проходят республиканские автодороги: Р62 (Чашники — Кличев — Бобруйск), Р86 (Богушевск (от М8) — Сенно — Мядель) и Р111 (Бешенковичи — Чашники).
В 2 км от города в деревне Варки находится железнодорожная станция «Чашники», с которой осуществляется сообщение по ветке Орша — Лепель.

## Культура

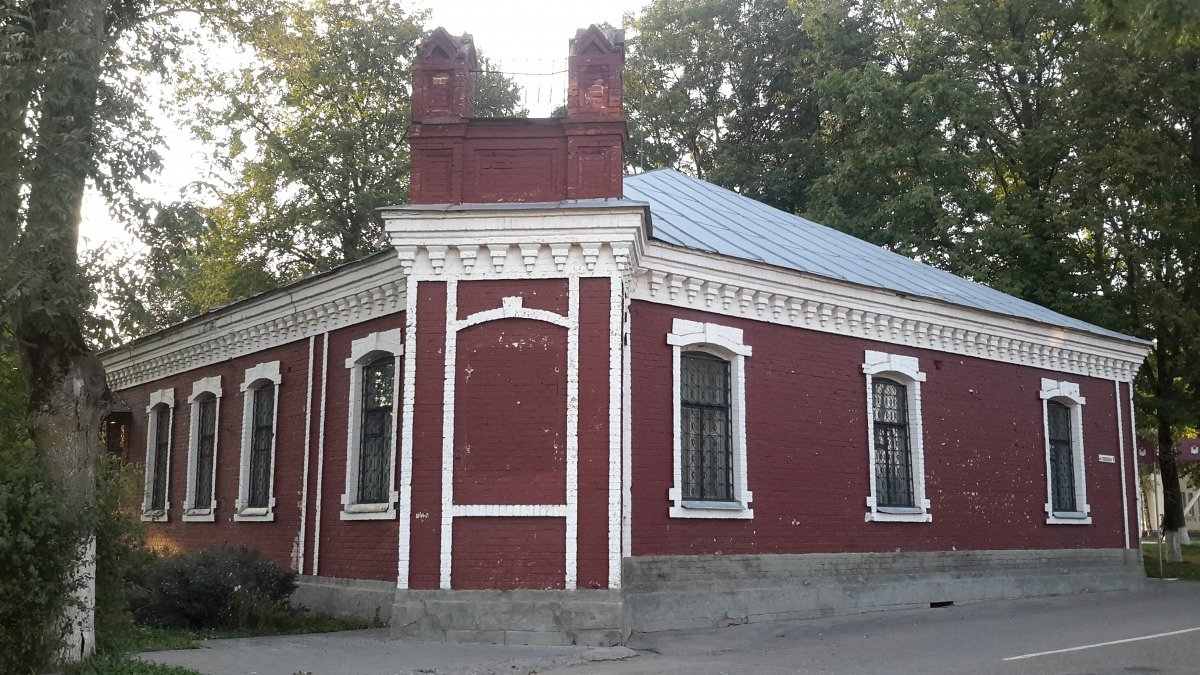
Чашникский районный исторический музей (бывший дом купца Гуревича)

- Дом культуры
- Чашникский исторический музей
- Дом ремёсел

## События и мероприятия
- Фестиваль, посвящённый В. Тяпинскому (проходит в Чашниках и Тяпино)
- 2025 год — фестиваль-ярмарка «Дажынкi»

## Достопримечательности
- Православная Спасо-Преображенская церковь (1843—1845)
- Еврейское кладбище[23]
- Бумажная фабрика «Красная звезда» (в 1886 году — «Скина»)
- Дом купца Гуревича
- Застройка конца XIX — п.п. XX века по ул. Мира
- Аллея Героев

### Памятник, скульптура
- Памятник В. И. Ленину
- Памятник евреям из гетто
- Памятник-самолёт Су-24М
- Памятный знак контр-адмиралу Вячеславу Апанасенко
- Памятный знак Янке Журбе

### Жанровая скульптура, арт-объекты
- Интерактивная площадка с арт-объектами. Композиция — раскрытая книга и печатный станок середины XVI века. Приурочено к 480-летию со дня рождения Василия Тяпинского.

### Утраченное наследие
- Костёл Святого апостола Луки и монастырь доминиканцев (1779-1786 г., каменный).

## Галерея

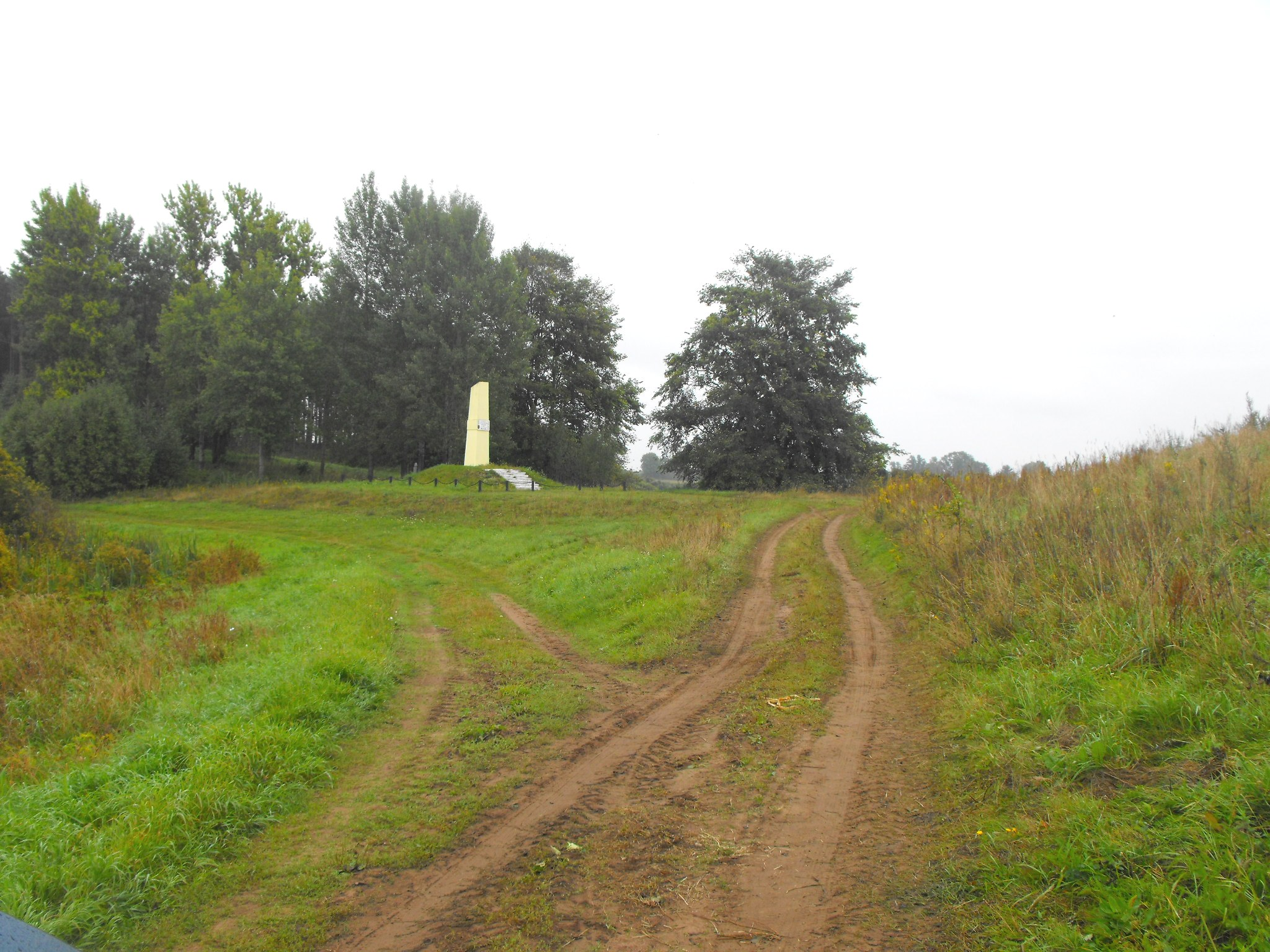
Памятник евреям из гетто
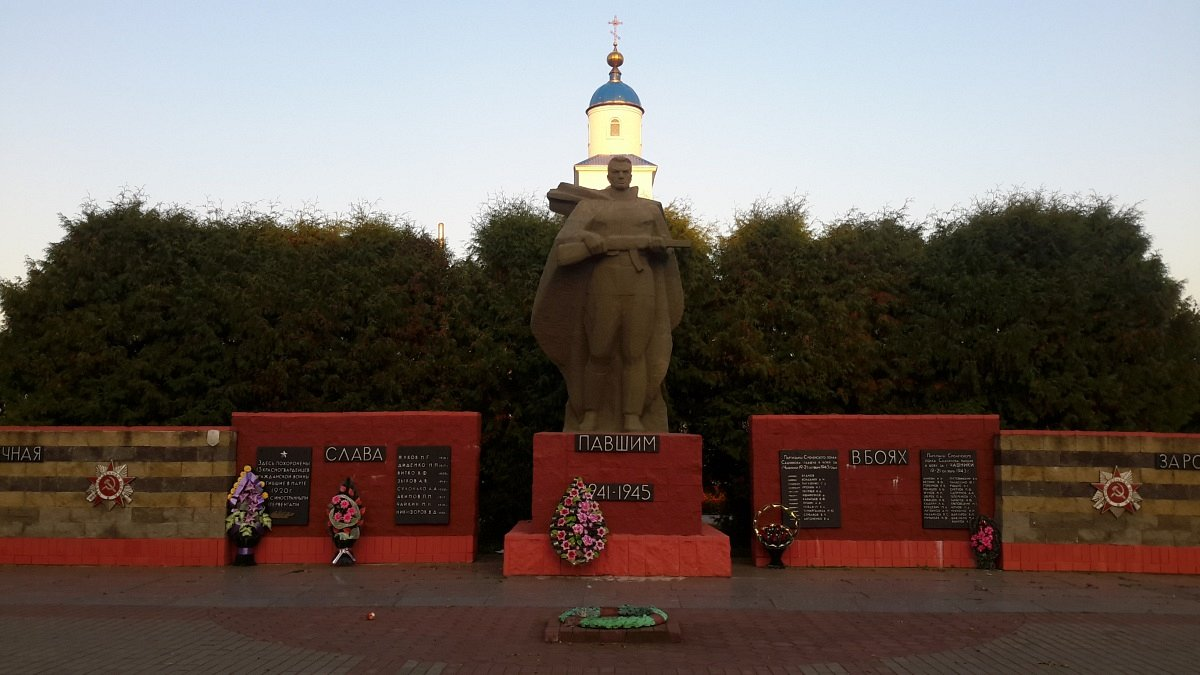
Памятник
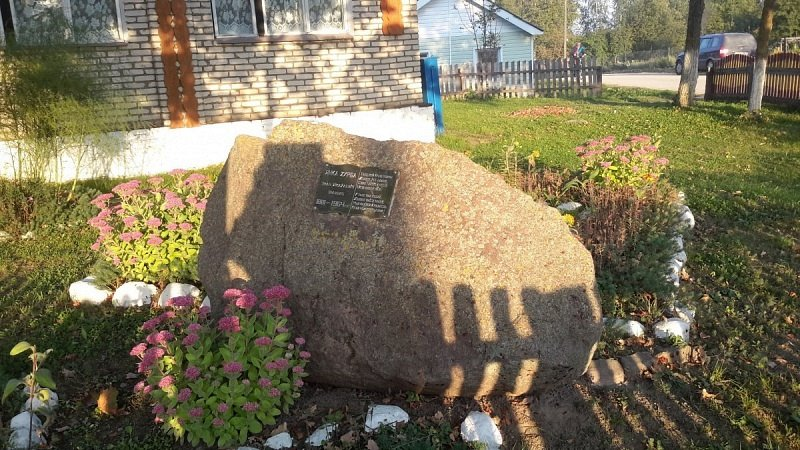
Памятный знак Янке Журбе
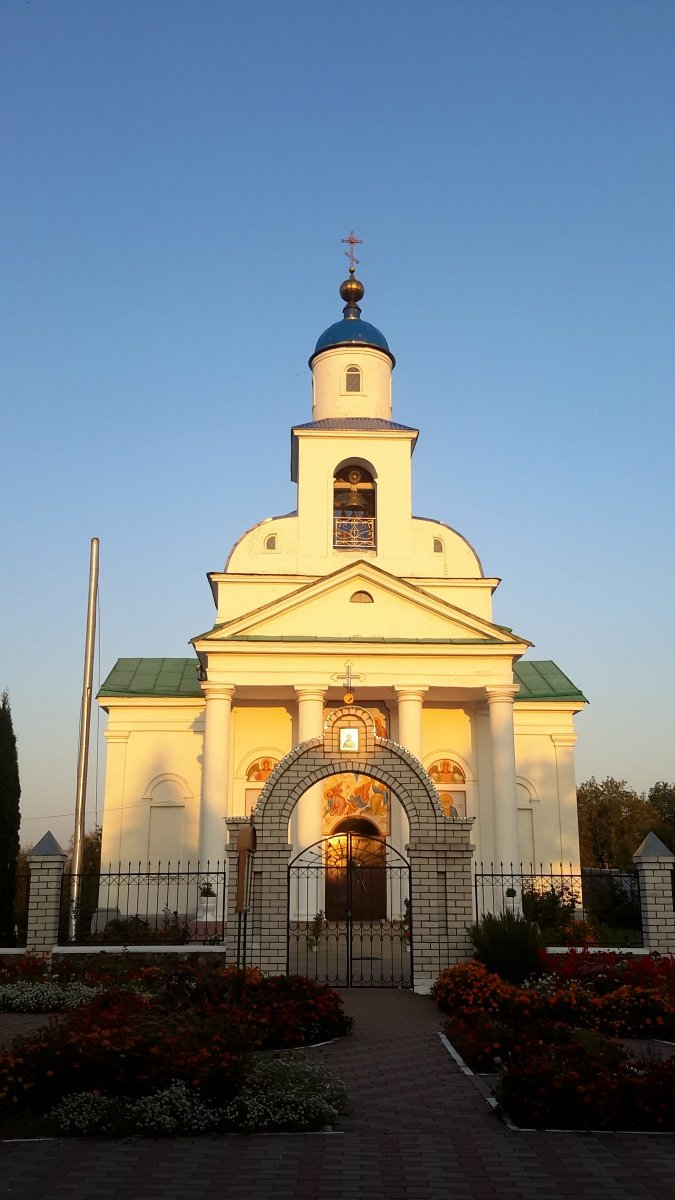
Спасо-Преображенская церковь

## Спорт
Футбольная команда «Олимп», выступающая в чемпионате Витебской области по футболу.

## Международное сотрудничество
Города-побратимы:
- Виляка, Латвия
- Пыталово, Россия